# Sveriges U18-damlandslag i handboll
Sveriges U18-damlandslag i handboll representerar Sveriges damer i handboll vid U17-EM och U18-VM. Bästa resultat är guld i U18-VM 2010 och guld i U17-EM 2013.

## Historia

### VM 2010
Guldlaget från 2010 i Dominikanska republiken bestod av följande spelare: Emma Friberg (mv), Ame Ogbomo (mv), Marie Wall, Linn Blohm, Maria Lindh, Vanessa Tellenmark, Alexandra Domeij, Sara Johansson, Linn Hallberg, Clara Monti Danielsson, Carin Strömberg, Maria Adler, Lina Larsson, Linn Larsson, Linnea Claeson och Fredrika Zeidler (mv) och förbundskapten var Camilla Eriksson.

### EM 2013
2013 vann laget EM-turneringen i Polen.
Sverige vann sin kvalgrupp till EM efter tre raka segrar mot Italien, Bulgarien och Spanien. Sverige och Spanien gick till slutspelet i EM.
Sverige spelade sedan sju matcher i Gdansk och Gdynia och vann sex av dessa. Man fick stryk mot Ryssland i gruppspelet (17-27) men fick revansch i finalen, som slutade 26-24 mot Ryssland. Emma Ekenman Fernis och Olivia Mellegård blev uttagna till All Star Team i turneringen. Emma Ekenman Fernis och Felippa Sarenbrant var bästa målgörare med 37 respektive 35 mål.
Laget bestod av Sofie Börjesson (mv), Joumana Chaddad (mv), Emma Hultborg (mv), Julia Bardis, Olivia Mellegård, Emma Rask (V6), Sofia Hvenfelt (m6), Ida Reinholdsson (m6), Emma Ekenman Fernis (h6), Evelina Källhage (h6) samt niometer: Hanna Blomstrand, Anna Johansson, Elinore Johansson, Tilda Olsson, Julia Sandell och Felippa Sarenbrant. Förbundskapten var Ola Månsson.